# Christian Poser
Christian Poser (ur. 16 sierpnia 1986 w Chociebużu) – niemiecki bobsleista, trzykrotny medalista mistrzostw świata.

## Kariera
Pierwszy sukces w karierze osiągnął w 2011 roku, kiedy wspólnie z Manuelem Machatą, Richardem Adjei i Andreasem Bredau zwyciężył w czwórkach podczas mistrzostw świata w Königssee. Na rozgrywanych rok później mistrzostwach świata w Lake Placid był trzeci w tej samej konkurencji. Kolejny medal zdobył podczas mistrzostw świata w Winterbergu w 2015 roku, gdzie razem z Nico Waltherem, Andreasem Bredau i Marko Hübenbeckerem był drugi. W 2014 roku wystąpił na igrzyskach olimpijskich w Soczi, gdzie jego osada zajęła siódmą pozycję w czwórkach.
Jego żoną jest amerykańska bobsleistka, Jamie Greubel.